# 切瓦
切瓦（義大利語：Ceva），是意大利库内奥省的一个市镇。总面积42平方公里，人口5910人，人口密度140.7人/平方公里（2009年）。ISTAT代码为004066。

## 友好城市
- 法國勒瓦勒 1992年